# Паломбаја ди Саса (Л'Аквила)
Паломбаја ди Саса (итал. Palombaia di Sassa) је насеље у Италији у округу Л'Аквила, региону Абруцо.
Према процени из 2011. у насељу је живело 183 становника. Насеље се налази на надморској висини од 665 м.